# スカラー (数学)
線型代数学では、ベクトル空間のベクトルに対比するものとしての実数をスカラー（英: scalar）と呼び、ベクトルを定数倍して別のベクトルを作り出す演算としてスカラー倍が定義される。より一般に、実数全体に替えて任意の体、例えば複素数全体を用いてベクトル空間を定義することができるが、そのときのベクトル空間のスカラーとはその体の元のことを示すものということになる。
ベクトル空間の上にスカラー積演算（スカラー倍と混同してはいけない）が定義されれば、二つのベクトルを掛けてスカラーを得ることができる。スカラー積を備えたベクトル空間は内積空間と呼ばれる。
四元数の実部（実成分）のことをスカラー部（スカラー成分）とも呼ぶ。
厳密な言い方ではないが、例えばベクトルや行列、テンソルなどの一般には「複合的」な値で決まる量が、実際には一つの成分に還元されてしまうとき、例えば 1 × n 行列と n × 1 行列の積は厳密には 1 × 1 行列となるが、これをスカラーと見做すことがよく行われる。
行列のスカラー倍を行列の積として実現する「スカラー行列」は、単位行列の適当なスカラー k-倍  kI の形に書ける行列の総称として用いられる。

## 語源
「スカラー」の語は梯子を意味するラテン語 "scalaris" の形容詞形 "scala" に由来する（スケールの語と同根）。数学で初めて「スカラー」の語が使用されたのはフランソワ・ヴィエトの In artem analyticen isagoge (1591) の、
「形を保ったまま一方を他方へ比例的に増大または減少させる大きさをスカラー項と呼ぶ」
という趣旨の一節においてである。オックスフォード英語辞典を引くと、英語でこの用語を用いた記録に残る最初は1846年にウィリアム・ローワン・ハミルトンが四元数に実部について言及した一節、
The algebraically real part may receive, according to the question in which it occurs, all values contained on the one scale of progression of numbers from negative to positive infinity; we shall call it therefore the scalar part.
であるという。

## 定義と性質

### ベクトル空間のスカラー
ベクトル空間はベクトルの集合、スカラーの集合、およびスカラー k とベクトル v から別のベクトル kv を作るスカラー倍によって定義される。例えば数ベクトル空間においてスカラー倍は
{\displaystyle k(v_{1},v_{2},\dots ,v_{n}):=(kv_{1},kv_{2},\dots ,kv_{n})}
で定義される。また例えば写像の成す線型空間では kƒ は x ↦ k(ƒ(x)) を満たす写像として定義される。
スカラーの集合は任意の体を取ることができて、例えば有理数体、代数体、実数体、複素数体などの他に有限体を考えることもできる。

### ベクトルの成分としてのスカラー
線型代数学の基本定理に依れば、任意のベクトル空間は基底を持ち、従って係数体 K 上の任意のベクトル空間が K の元を座標成分とする何らかの数ベクトル空間に同型となることが示される。例えば、次元が n の任意の実線型空間は n-次元実数ベクトル空間 Rn に同型である。

### ノルム空間のスカラー
別な観点では、ベクトル空間 V が各ベクトル v ∈ V にスカラー ǁvǁ を割り当てる（一次の）ノルム函数を持つことがある。定義により、スカラー倍 kv のノルムは、v のノルムの |k|-倍になる。ノルム ǁvǁ をベクトル v の「長さ」と解釈するならば、スカラー倍はベクトル v の長さをスカラー k によってスケール変換することとして述べられる。ノルムを備えたベクトル空間はノルム線型空間（ノルム付けられた線型空間）と呼ばれる。
ノルムの値はベクトル空間 V のスカラーの体 K の元（つまりスカラー）で、そのスカラー体が符号の概念を備えているものと仮定するのが普通である。さらに言えば、V の次元が 2 以上のとき、K は四則演算だけでなく平方根を取ることについても閉じていることが望ましい。この点で有理数体 Q は除外されることになるが、無理数体 (surd field) S は除外されない。この意味では任意の内積空間がノルム空間となるわけではないことが言える。

### 加群のスカラー
スカラー全体の成す集合が体を成すという条件を緩和して、単に環を成すことだけを課す（つまり、他とｗ場スカラーの間に除法が定義されなくともよい）ことによって得られる、ベクトル空間を一般化した代数構造を環上の加群あるいは単に加群と呼ぶ。
この場合においても、「スカラー」による対象へのスカラー倍は定義される。例えば環 R の直積空間 Rn の元としてのベクトルの全体は、R に成分を持つ n-次正方行列をスカラーとして、加群を成す。別な例として、多様体論における多様体の接束の切断全体の成す空間は、その多様体上の函数環上の加群となる。

### スケール変換
ベクトル空間および加群のスカラー倍は線型変換の一種であるスケール変換の特別の場合と見ることができる。